# Brud (dyr)
 For alternative betydninger, se brud. (Se også artikler, som begynder med brud)
Brud (Mustela nivalis) eller dværgvæsel er et rovdyr i mårfamilien og den mindste rovdyrart i Danmark. Den kan kendes fra lækatten på den mindre størrelse og manglende sorte halespids. Den er vurderet som næsten truet på den danske rødliste 2019.
Bruden æder især mus og rotter samt større insekter og fugleunger/æg.
I Norge og Sverige skifter bruden til hvid vinterdragt. I vinterdragt kaldes den også "snemus".